# Oldenburg (F 263)
Oldenburg é uma corveta alemã de mísseis guiados, da classe Braunschweig da Marinha Alemã, sendo o quarto navio da classe.

## Desenvolvimento
A classe Braunschweig (também chamada Korvette 130) é a mais nova classe de corvetas de longo alcance da Alemanha. Cinco navios substituíram as lanchas rápidas da classe Gepard na Marinha Alemã.
Essas corvetas contam com assinaturas radar e infravermelha reduzidas ("stealth"), ainda mais avançadas que as da classe de fragatas Sachsen, e serão equipadas com dois VANTs helicópteros UMS Skeldar V-200 para reconhecimento remoto. O hangar é pequeno demais para helicópteros padrão, mas o convoo pode receber Sea King, Lynx e NH-90 da Marinha Alemã.
A Marinha Alemã encomendou antecipadamente os mísseis antinavio RBS-15 Mk4, versão futura do Mk3 com alcance estendido — 400 km — e sensor duplo para maior resistência a contramedidas eletrônicas. O RBS-15 Mk3 já tem capacidade de engajar alvos terrestres.
Em outubro de 2016, o governo alemão anunciou a compra de um segundo lote com mais cinco corvetas entre 2022 e 2025. A decisão atendeu exigências da OTAN para que a Alemanha fornecesse quatro corvetas com alto nível de prontidão para operações litorâneas até 2018. Com apenas cinco navios na época, só dois poderiam ser mantidos prontos simultaneamente.

## Construção e carreira
A corveta Oldenburg foi construída no estaleiro Blohm + Voss, em Hamburgo, tendo sua quilha batida em 19 de janeiro de 2006 e sendo lançada ao mar em 28 de junho de 2007. Durante os testes no mar realizados na primavera de 2009, foram identificados sérios defeitos nas engrenagens instaladas, problema que afetou todas as unidades da mesma classe. Em fevereiro de 2011, devido à presença de mofo e condensação na corveta Magdeburg, a Oldenburg também retornou ao estaleiro para reparos.
Após vários anos de atraso, o navio foi finalmente incorporado à Marinha Alemã em 21 de janeiro de 2013, no porto de Hohe Düne, em Rostock, sob comando do 1º Esquadrão de Corvetas.
Pouco depois, participou do agrupamento de emprego e adestramento (EAV), entre janeiro e março de 2013, incluindo uma visita ao porto de Argel em fevereiro.
A Oldenburg integrou novamente o EAV em 2014, com uma missão que previu a visita a 13 portos em 9 países entre o Círculo Polar Ártico e o Equador. Ela partiu de Wilhelmshaven em 11 de fevereiro, ao lado das fragatas Hamburg, Mecklenburg-Vorpommern, Augsburg e do navio de apoio Frankfurt am Main, retornando em 20 de junho para Kiel.
Em 30 de março de 2019, a Oldenburg realizou um exercício logístico no Mar Mediterrâneo em conjunto com a corveta indonésia KRI Sultan Hasanuddin.